# Glypheoidea
Die Glypheoidea sind eine Gruppe hummerartiger Zehnfußkrebse, die vor allem fossil bekannt ist. Insbesondere der Solnhofener Plattenkalk ist als Fundstätte berühmt. Eine weitere Fundstätte ist das „lobster bed“ bei Atherfield auf der Isle of Wight, wo zahlreiche Mecochirus magna gefunden wurden.

## Geschichte der Wiederentdeckung
Ursprünglich war angenommen worden, dass die Glypheoidea ausgestorben seien. 1975 wurde aber im  Smithsonian Institut ein Neoglyphea inopinata identifiziert. Der Krebs war 1908 während einer Expedition bei den Philippinen gefangen worden, konnte aber nie identifiziert werden. Nachfolgende Expeditionen in den späten 1970er und frühen 1980er Jahren konnten weitere Exemplare dieser Art fangen. 2006 wurde eine weitere Art dieser Gattung, N. neocaledonica, wissenschaftlich beschrieben.
2005 wurde im Korallenmeer vor Neukaledonien eine neue Art entdeckt, die zugleich eine neue Gattung begründete. Sie wurde 2006 als Laurentaeglyphea neocaledonica beschrieben. 
Die Glypheoidea sind ein weiteres Beispiel für über lange Zeit morphologisch nahezu unveränderte Lebewesen, die als „lebende Fossilien“ bezeichnet werden. Bis zu ihrer Neuentdeckung war angenommen worden, dass diese Tiergruppe bereits im Eozän ausgestorben sei.

## Systematik

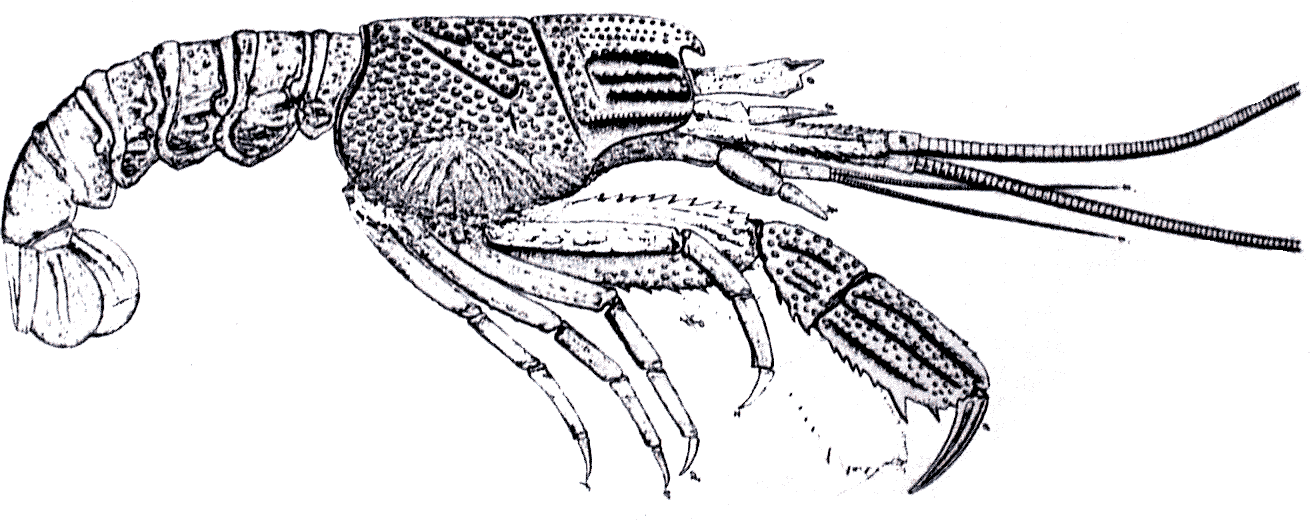
Lebendrekonstruktion von Glyphea pseudastacus, eines fossilen Glypheoiden aus dem bayerischen Jura.

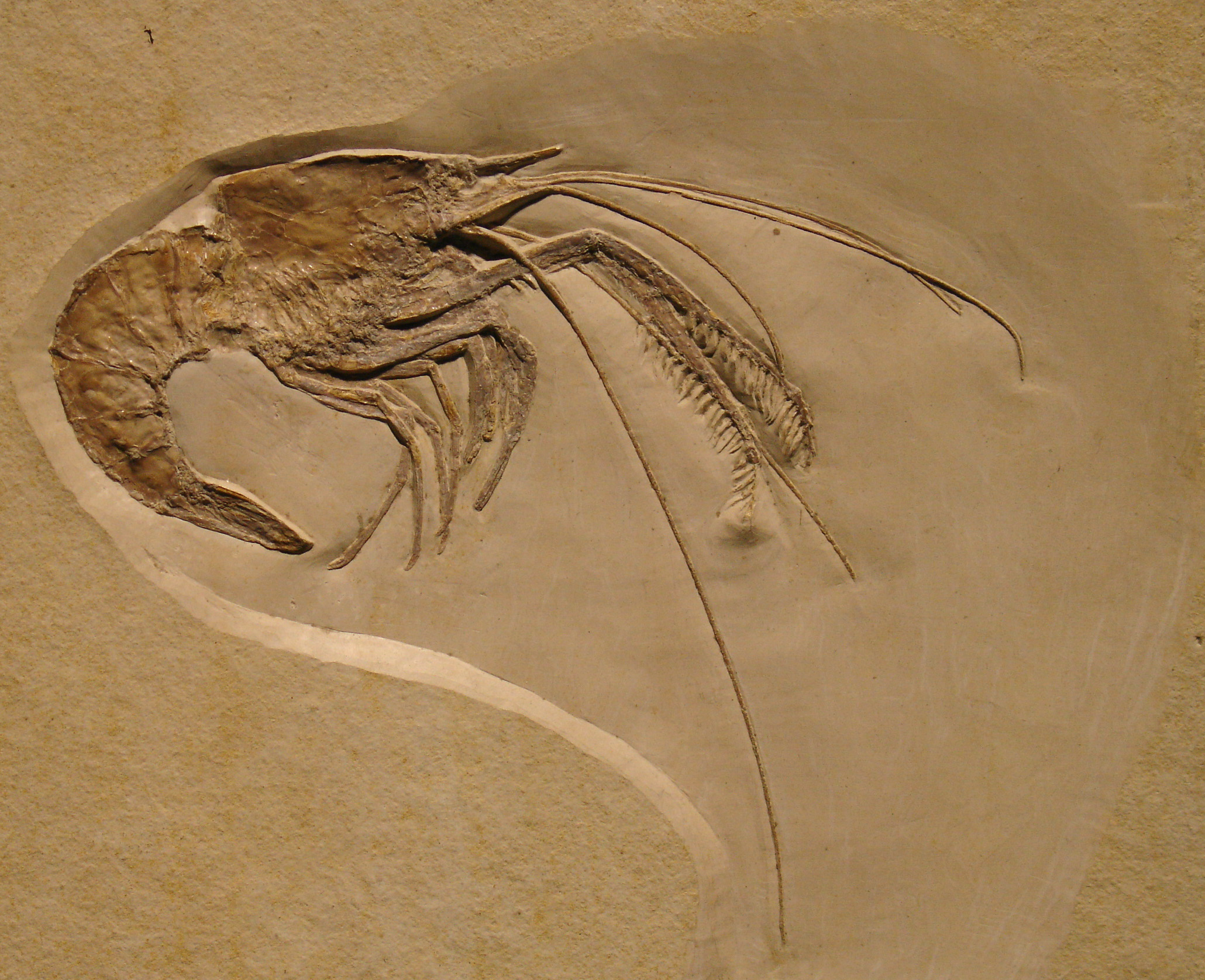
Mecochirus longimanatus aus den oberjurassischen Plattenkalken von Solnhofen.

Die Überfamilie Glypheoidae umfasst die Familie Glypheidae mit drei heute noch lebenden Arten und zwei ausgestorbenen Familien:
- Familie Glypheidae
  - Glyphea †
    - Glyphea pseudastacus
    - Glyphea saemanni
    - Glyphea willetti

  - Laurentaeglyphea
    - Laurentaeglyphea neocaledonica

  - Neoglyphea
    - Neoglyphea inopinata
    - Neoglyphea neocaledonica
- Familie Mecochiridae †
  - Mecochirus
    - Mecochirus longimanatus
    - Mecochirus magna

  - Meyeria
  - Pseudoglyphea
- Familie Pemphicidae † 
  - Pemphix